# Sinop (Brazylia)
Sinop – miasto i gmina w Brazylii, w stanie Mato Grosso. W 2024 roku zamieszkiwało je 216 029 osób.

## Etymologia
Nazwa pochodzi od akronimu Sociedade Imobiliária Noroeste do Paraná, spółki sprowadzającej robotników ze stanu Parana na okoliczne tereny w celu kolonizacji.

## Historia
Kolonizacja na obszarze obecnego miasta rozpoczęła się w 1972 roku, kiedy to spółka Sociedade Imobiliária Noroeste do Paraná nabyła około 500 tysięcy hektarów położonych 500 kilometrów od miasta Cuiabá, wzdłuż drogi BR-163. Projektem kierował Roberto Brandão i brało w nim udział około 400 robotników oraz maszyny, dzięki którym wytyczono pierwsze szlaki, które później przerodziły się w miasta Sinop, Vera, Santa Carmem i Cláudia.
Pierwsze ulice zaczęto otwierać w maju 1972 roku, a za oficjalną datę utworzenia miasta uznaje się 14 września 1974 roku. Zamieszkały w nim rodziny przybyłe z całego obszaru Brazylii, gdzie dotarcie do Sinop w niektórych przypadkach zajmowało ponad tydzień.
W 1976 roku gubernator stanu Mato Grosso, José Garcia Neto, podniósł miejscowość do rangi dystryktu w ramach gminy Chapada dos Guimarães. W 1979 roku gubernator Frederico Campos podniósł status miejscowości do rangi gminy.

## Infrastruktura
Na terenie miasta znajduje się biblioteka publiczna, dom kultury, centrum z amfiteatrem i pawilonami, stadion piłkarski, a także park ekologiczny.